# Las Pintas
Las Pintas es una ciudad mexicana ubicada en el municipio de El Salto, en el estado de Jalisco. Se ubica en la región Centro del estado y forma parte de la zona metropolitana de Guadalajara.

## Geografía
Las Pintas se localiza en el extremo oeste del municipio de El Salto, en los límites del municipio con Tlaquepaque y Tlajomulco de Zúñiga.
Limita al norte con el municipio de Tlaquepaque; al sur con el municipio de Tlajomulco de Zúñiga; al este con la localidad de Las Pintitas; y al oeste con los municipios de Tlajomulco de Zúñiga y Tlaquepaque.

## Demografía
De acuerdo con el Censo de Población y Vivienda realizado en 2020 por el Instituto Nacional de Estadística y Geografía (INEGI), en Las Pintas había un total de 42 576 habitantes, siendo 21 430 mujeres y 21 146 hombres.

### Viviendas
En el censo de 2020, en Las Pintas se registraron alrededor de 12 795 viviendas, de las cuales 12 782 eran particulares. De las viviendas particulares, 10 345 estaban habitadas; mientras que de las viviendas particulares habitadas: 9849 tenían piso de material diferente de tierra; 10 301 disponían de energía eléctrica; 10 228 disponían de escusado y/o sanitario; y 10 272 disponían de drenaje.

### Evolución demográfica
| Gráfica de evolución demográfica de Las Pintas entre 1910 y 2020 |
|                                                                  |
| Fuente: Instituto Nacional de Estadística y Geografía            |